# Alsbach, Westerwald
Alsbach là một đô thị thuộc một ‘‘Verbandsgemeinde’’ - ở huyện Westerwald trong bang Rheinland-Pfalz, Đức. Đô thị Alsbach, Westerwaldkreis có diện tích 4,77 km².
Đô thị này nằm ở Westerwald giữa Koblenz và Siegen. Alsbach thuộc Verbandsgemeinde Ransbach-Baumbach, một dạng đô thị tập thể chỉ có ở bang Rheinland-Pfalz.
Năm 1143, Alsbach được đề cập lần đầu trong tài liệu. 